# Đào Mạnh Thắng
Đào Mạnh Thắng (* 14. Februar 1989) ist ein vietnamesischer Badmintonspieler. 

## Karriere
Đào Mạnh Thắng startete 2009 und 2011 bei den Südostasienspielen. Bei beiden Teilnahmen wurde er Neunter im Herrendoppel. 2011 belegte er des Weiteren Platz fünf mit dem vietnamesischen Team. 2012 stand er im Nationalteam seines Landes bei der Thomas-Cup-Qualifikationsrunde in Asien und wurde dort in der Endabrechnung Neunter mit der Mannschaft.